# Andrea Cavaletto
Andrea Cavaletto (Castellamonte, 23 luglio 1976) è uno sceneggiatore, fumettista e graphic designer italiano.
È noto al pubblico soprattutto per la sua collaborazione con Sergio Bonelli Editore come sceneggiatore di Dylan Dog e Martin Mystère.

## Biografia
Dopo aver conseguito un diploma in grafica e pubblicità presso lo IED (Istituto Europeo del Design) di Torino, dal 1998 lavora come creativo e collabora con una serie di editori tra cui Madden Comics e Nicola Pesce Editore che edita la sua prima opera come autore completo dal titolo Né luce, né vento, né ombra, nulla..., che successivamente diventa un cortometraggio (The projectionist) diretto da Roberto Lojacono e sceneggiato dallo stesso Cavaletto. Dal 2009 scrive altre opere tra cui Sangue di tenebra (Cagliostro E-Press), Pornofagia (Absoluteblack) e Dibbuk (fumetto) (Edizioni BD) che viene presentata al Napoli Comicon 2010.
Nel 2010 inizia la sua collaborazione con Sergio Bonelli Editore come sceneggiatore di Dylan Dog. Cavaletto è anche sceneggiatore di diversi lungometraggi come ad esempio il film Hidden in the Woods (diretto dal cileno Patricio Valladares) che in occasione della rassegna Asti Film Festival 2012 vince il primo premio come miglior film (giuria presieduta da Giorgio Faletti) nella categoria Asti Horror Picture Show. Inoltre nel 2011 nel film horror tributo ad Edgar Allan Poe a episodi dal titolo P.O.E. Poetry of Eerie si occupa della sceneggiatura dell'episodio più importante del film intitolato Il giocatore di scacchi di Maelzel.
La EF Libri ha pubblicato due suoi racconti di ispirazione lovecraftiana, uno (Primi riti) nel 2014 sull'antologia Oltre la paura, a cura di Francesca Paolucci, e uno (La casa di Mezzanotte) nel 2015 nella raccolta Incubi rurali, condivisa con Enrico Teodorani.
La Feltrinelli  ha pubblicato nel 2019 il graphic novel Nuvole Nere scritto da lui in coppia con Pasquale Ruju, per i disegni di Rossano Piccioni.
Nel 2022, a venti anni esatti dall'uscita del bestseller Io uccido di Giorgio Faletti, pubblica per La Nave di Teseo l'adattamento a fumetti del romanzo, per i disegni di David Ferracci e i colori di Assia Ieradi.

## Storie diDylan Dog
- N° 294 Piovono rane
- N° 327 I sonnambuli
- N° 352 La calligrafia del dolore
- N° 422 Il momento blu
- Maxi N° 13 (storia L'armata di pietra)
- Maxi N° 18 (storia Effetti speciali)
- Maxi N° 21 (storia Devil's Trip)
- Maxi N° 25 (storia Sul filo della spada)
- Maxi N° 31 (storia Il silenzio del lupo)
- Maxi N° 36 (storia Grande Distruzione Organizzata)
- Old Boy N° 8 (storia Gli orrori di Dunwich)
- Old Boy N° 18 (storia Terre desolate)
- Old Boy N° 23 (storia Una donna reale?)
- Gigante N° 21 (storia Il parassita)
- Color Fest N° 8 (storia La dimora stregata)
- Magazine 2021 (storia Charles non vuole andare)

## Filmografia
- Italian Lares Massacre, anche regia (1997)
- Hidden in the Woods, regia di Patricio Valladares (2012)
- Beautiful People, regia di Amerigo Brini (2014)
- A Taste of Phobia - (2017)
- Lettera H[5], regia di Dario Germani (2019)